# Tyler Christopher (aktor)
Tyler Christopher Baker (ur. 11 listopada 1972 w Joliet, zm. 31 października 2023 w San Diego) – amerykański aktor. Był z pochodzenia rdzennym Amerykaninem. Wystąpił w roli Nikolasa Cassadine’a w operze mydlanej ABC Szpital miejski.

## Wczesne lata
Urodził się w Joliet, w stanie Illinois jako najmłodszy z czwórki dzieci Jimi-Ann Baker (z domu Stewart), z plemienia Czoktawowów, i Jamesa W. „Jima” Bakera, z plemienia Seneków. Jego rodzina miała pochodzenie szkockie, irlandzkie, angielskie, niemieckie, szwedzkie i walijskie. Dorastał w Delaware w Ohio z dwiema siostrami i bratem. Początkowo miał zostać zawodowym atletą. Przez dwa lata uczęszczał na Uniwersytet Wesleyan w Delaware, a następnie przeniósł się do Los Angeles, gdzie wykonywał żmudną, męczącą i wyczerpującą pracę fizyczną.

## Kariera
W 1999 był współzałożycielem zespołu teatralnego 68 Cent Crew Theater Company w Los Angeles. Zadebiutował na dużym ekranie w komediodramacie Spotkanie po latach (Catfish in Black Bean Sauce, 1999), a rok później pojawił się w komedii muzycznej Twarz muzyczna (Face the Music, 2000) u boku Teda McGinley'a.
Można go było dostrzec w serialach: CBS Sprawy rodzinne 2 (Family Law, 2000), Aarona Spellinga Czarodziejki (Charmed, 2000), Warner Bros. Anioł ciemności (Angel, 2000), NBC Kameleon (The Pretender, 2000), NBC Dni naszego życia (Days of Our Lives, 2001), Warner Bros. Felicity (2001), NBC JAG – Wojskowe Biuro Śledcze (JAG, 2002), CBS Kryminalne zagadki Las Vegas (CSI: Crime Scene Invetigation, 2002) i NBC Jordan (Crossing Jordan, 2003).
W 2002 występował na scenie w Filadelfii i Nowym Jorku, m.in. w Theater Row.
Sławę zawdzięcza kreacji greckiego księcia Nikolasa Cassadine’a (1996–1999, 2003–2011, 2013–2016) i Connora Bishopa (2004–2005) z opery mydlanej ABC Szpital miejski (General Hospital), za którą odebrał nagrodę Soap Opera Digest (1997) i nominację do nagrody Image NAACP oraz dwukrotnie w 2001 jako wykonawca w telewizyjnym serialu Pierwsi Amerykanie w sztukach.

## Życie prywatne
20 stycznia 2002 poślubił Evę Longorię. Rozwiedli się 19 stycznia 2004. 27 września 2008 ożenił się z reporterką wyścigów samochodowych, Brienne Pedigo, z którą miał dwoje dzieci: syna Greysuna Jamesa (ur. 3 października 2009) i córkę Boheme (ur. 3 maja 2015).